# Noidans-lès-Vesoul
Noidans-lès-Vesoul település Franciaországban, Haute-Saône megyében. Lakosainak száma 1979 fő (2022. január 1.). Noidans-lès-Vesoul Andelarrot, Andelarre, Chariez, Échenoz-la-Méline, Vaivre-et-Montoille és Vesoul községekkel határos.

## Népesség
A település népességének változása:
| Lakosok száma | 2025 | 2007 | 2059 | 1992 | 1984 | 1978 | 1973 | 1976 | 1979 |
|               | 2013 | 2015 | 2016 | 2017 | 2018 | 2019 | 2020 | 2021 | 2022 |